# T.Love
I T.Love, inizialmente chiamati anche Teenage Love Alternative, sono un gruppo musicale rock polacco originario di Częstochowa e attivo dal 1982.

## Formazione
Attuale
- Zygmunt Staszczyk – voce (1982-presente)
- Maciej Majchrzak – chitarre (1994-presente)
- Jan Pęczak – chitarre (2007-presente)
- Paweł Nazimek – basso (1991-presente)
- Sidney Polak – batteria (1990-presente)
- Michał Marecki – tastiere (2005-presente)

Ex membri
Lista parziale
- Janusz Knorowski – chitarre (1982-1985)
- Andrzej Zeńczewski – chitarre (1984-1989)
- Rafał Włoczewski – chitarre (1986-1989)
- Jan Benedek – chitarre (1990-1994)
- Jacek "Perkoz" Perkowski – chitarre (1992-2006)
- Jacek Śliwczyński – basso (1983-1989)
- Jacek Wudecki – batteria (1982-1987)
- Darek Zając – tastiere (1982-1989)
- Romuald Kunikowski – tastiere (1991-1994)
- Tom Pierzchalski – sassofono (1985-1989)

## Discografia
- 1989 - Wychowanie
- 1991 - Pocisk miłości
- 1992 - King
- 1994 - I Love You (Live)
- 1994 - Prymityw
- 1996 - Al Capone
- 1997 - Chłopaki nie płaczą
- 1999 - Antyidol
- 2001 - Model 01
- 2003 - T.Live (Live)
- 2006 - I Hate Rock'n'Roll
- 2012 - Old Is Gold